# The First Scene
The First Scene es el EP debut de la cantante surcoreana Yuri. Fue lanzado el 4 de octubre de 2018 por SM Entertainment.

## Antecedentes y lanzamiento
The First Scene fue grabado entre 2017 y 2018 y fue difícil de preparar debido a la apretada agenda de Yuri con su carrera como actriz, filmaciones de programas de televisión y varias actividades con su grupo, Girls' Generation. En enero de 2018, después del lanzamiento del sencillo «Always Find You» con DJ Raiden, Yuri respondió a las solicitudes de sus fanes de lanzar un álbum en solitario, durante el programa de radio Park So Hyun's Love Game de SBS Power FM y declaró que «no era el momento correcto», pero que ella estaba «pesando y preparándose para ello». El 20 de septiembre, se informó que la cantante planeaba hacer su debut como solista, once años después de su carrera con Girls' Generation.
El 27 de septiembre, SM Entertainment, la discográfica de la cantante, publicó una serie de teasers para el álbum en sus redes sociales, que según Forbes expresaba una «sensualidad confiada». También se incluyó una línea de tiempo para los teasers restantes y el lanzamiento del álbum, junto con algunos detalles sobre el EP, el cual contiene seis canciones, incluyendo el sencillo «Into You (빠져 가)». El disco fue lanzado el 4 de octubre de 2018.

## Composición
Tamar Herman, de Billboard, describió el sencillo «Into You»  como «una canción de dance rítmico con una melodía cautivadora». En su showcase debut el 4 de octubre, Yuri reveló que la canción debut de Oh!GG, «Lil' Touch», fue una de las dos opciones para su debut como solista, pero la compañía finalmente eligió a «Into You» ya que «Lil' Touch» era más rápida y se ajustaba más a un grupo.
Herman caracterizó a «Illusion» como una canción de dance, «C'est La Vie! (That's LIFE!)» como una canción de pop progresivo, «Butterfly» como una canción pop suave y «Chapter 2» como una balada.

## Promoción
Yuri realizó un showcase en Seúl el 4 de octubre de 2018, que fue transmitido en vivo a través de la aplicación V Live. Allí, la cantante interpretó «Into You» por primera vez, junto con otra canción del álbum, «Illusion». Ella habló sobre los preparativos del disco. Yuri debutó en el escenario de Music Bank el 5 de octubre de 2018, interpretando las canciones anteriormente mencionadas.

## Lista de canciones
| N.º   | Título                            | Letras              | Música                                                                          | Arreglo                                                     | Duración |  |
| 1.    | «Into You» (빠져 가)              | 1월 8일             | Leon Paul Palmen, Jihad Rahmouni                                                | Leon Paul Palmen, Jihad Rahmouni                            | 3:06     |  |
| 2.    | «Illusion» (꿈)                   | Jang Jeong-won      | Dakarai Gwitira, Tyler Shamy, Trevor Klaiman, Kaitlyn Olson                     | Dakarai Gwitira, Tyler Shamy, Trevor Klaiman, Kaitlyn Olson | 3:47     |  |
| 3.    | «C'est La Vie! (That’s LIFE!)»    | danke, Kim Tae-hyun | Curtis Richardson, Adien Lewis, Ruby Prophet, Emmanuel Freeman, Giovanny Hooper | Adien Lewis, Ruby Prophet, Silent-Man, Givano               | 3:57     |  |
| 4.    | «Butterfly»                       | Song Ji-eum         | Daniel Obi Klein, Charlie Taft, Andreas Oberg                                   | Daniel Obi Klein, Charlie Taft, Andreas Oberg               | 2:49     |  |
| 5.    | «Chapter 2»                       | Jo Yoon-kyung       | Mick Lee, Jeppe Reil, Thomas Reil, Freya Goddard, Ryan S. Jhun                  | Jeppe Reil, Thomas Reil, Ryan S. Jhun                       | 3:46     |  |
| 6.    | «Ending Credit (To be continued)» | Lee Seu-ran         | Maria Marcus, Laila Samuelsen                                                   | Maria Marcus                                                | 3:17     |  |
| 19:22 |                                   |                     |                                                                                 |                                                             |          |  |

## Posicionamiento en listas
| Lista (2018)                  | Mejor posición |
| ----------------------------- | -------------- |
| Corea del Sur (Gaon)          | 2              |
| Estados Unidos (World Albums) | 10             |

## Historial de lanzamiento
| Región        | País                 | Formato              | Distribuidora            |
| ------------- | -------------------- | -------------------- | ------------------------ |
| Corea del Sur | 4 de octubre de 2018 | CD, descarga digital | SM Entertainment, Iriver |
| Mundialmente  | 4 de octubre de 2018 | SM Entertainment     | Descarga digital         |